# 小関幸一
小関 幸一（こせき こういち、1952年（昭和27年）11月16日 - ）は、日本の政治家。宮城県刈田郡七ヶ宿町長（3期）。
宮城県中山間活性化推進協議会長、全国過疎地域連盟宮城県支部長、公立刈田綜合病院副管理者、仙南地域広域行政事務組合理事などを務めている。

## 来歴
宮城県刈田郡七ヶ宿村（現在の七ヶ宿町）出身。町内の小中学校を卒業後、1968年（昭和43年）4月に宮城県柴田農林高等学校畜産科に入学し、1971年（昭和46年）3月卒業した。
柴田農林高校を卒業後は七ヶ宿町役場に就職し、産業土木課に配属された。その後、教育委員会・総務課・農林課・民生保健課を経て七ヶ宿町国民健康保険診療所の事務長や産業振興課長、総務課長を歴任し、2011年（平成23年）3月に七ヶ宿町役場を退職した。
退職した2年後、町民からの「町政をやって欲しい」との要望により出馬の意向を固めた。小関は町長選への出馬について、「職員時代、町長と議会の折り合いがつかなかったこともあって、ものごとを決めるのに時間がかかったり、スムーズに進まなかったりした経験があったんですね。自分が町長になればそのようなこともなくなり、町政を安定させられるのではないかと思い、名乗りを上げました。」と語っている。
2014年（平成26年）9月9日に前町長・梅津輝雄の任期満了に伴い告示された七ヶ宿町長選挙では、梅津は出馬せず小関のみの立候補となり、無投票で当選した。
2018年（平成30年）9月11日に任期満了に伴い告示された七ヶ宿町長選挙では、無投票で2選を果たした。
2022年（令和4年）9月13日に任期満了に伴い告示された七ヶ宿町長選挙では、無投票で3選を果たした。

### 年譜
- 1952年（昭和27年）11月16日 - 宮城県刈田郡七ヶ宿村（現在の七ヶ宿町）に生まれる。
- 1971年（昭和46年）
  - 3月 - 宮城県柴田農林高等学校畜産科を卒業する。
  - 4月 - 七ヶ宿町役場に就職し、産業土木課に配属される。その後、教育委員会・総務課・農林課・民生保健課に配属される。
- 2001年（平成13年）3月 - 七ヶ宿町国民健康保険診療所の事務長に就任する。
- 2003年（平成15年）8月 - 七ヶ宿町役場・産業振興課の課長に就任する。
- 2006年（平成18年）9月 - 七ヶ宿町役場・総務課の課長に就任する。
- 2011年（平成23年）3月 - 七ヶ宿町役場を退職する。
- 2014年（平成26年）
  - 9月9日 - 七ヶ宿町長選挙が告示され、無投票で初当選する。
  - 9月24日 - 七ヶ宿町長、仙南地域広域行政事務組合の理事に就任する[7][8]。

- 2018年（平成30年）9月11日 - 七ヶ宿町長選挙が告示され、無投票で2選を果たす。
- 2022年（令和4年）9月13日 - 七ヶ宿町長選挙が告示され、無投票で3選を果たす。

## 政策・主張

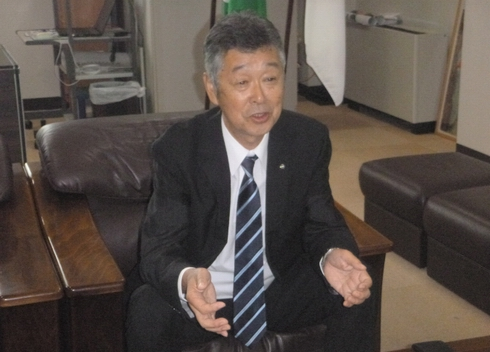
農林水産省のインタビューを受ける小関幸一

- 「住み心地100点」のまちづくりを掲げ、2014年に七ヶ宿町役場に初登庁した際の就任挨拶では以下の4つを目標とした[7]。

1. 農林業をはじめとする地場産業を活発にし、若者が働く場所を確保する。
2. 若者や子育て世代が暮らしやすい生活環境の整備していく。
3. 女性が活躍する環境をつくっていく。
4. 都市との交流を活発にし、七ヶ宿町を知ってもらい、七ヶ宿町を訪れてもらう事業を展開する。

- 移住促進政策を進めるため、民営企業として「七ヶ宿くらし研究所」を設立し、移住定住施策として町営住宅に20年居住すると住宅と土地を無償で提供する事業を開始した[9][3]。
  - 町営住宅の建設事業では2019年（令和元年）時点で34人が七ヶ宿町へ移住し、8棟の家が建てられている[3]。
- みやぎ生活協同組合・ファミリーマートと「安心して暮らせる地域づくり」に向けての包括連携協定を結び、2017年（平成29年）には「ファミリーマート＋COOP七ヶ宿店」が開店した[9][10]。
- 白石市・蔵王町・七ヶ宿町で構成する白石市外二町組合と公立刈田綜合病院を巡り、2021年（令和3年）2月1日に行われた三市町の協議において、刈田病院の副管理者も務める小関は白石市立病院への移行を白石市側へ提案したものの[11]、「解散ありきではなく、円満な課題解決が第一だ」として早期実現への慎重な姿勢を示した[12]。これに対して白石市長の山田裕一は「困惑している」と述べ、蔵王町長の村上英人は早急に方向性を決める姿勢を示した[13]。